# 흑해삼
흑해삼은 해삼과의 동물이다.

## 설명
흑해삼은 60cm의 길이까지 자랄수있는 해삼이지만 20cm가 더 보편적인 체장이다. 그것은 부드럽고 유연하며 몸 전체에 검은색 반점이 있다. 특히 작은 개체에서 종종 모래가 붙어있다. 입은 한쪽 끝이 아래쪽에 있고 가장자리에 검은색 촉수로 둘러싸여 있다. 항문은 반대쪽 끝에 있다.

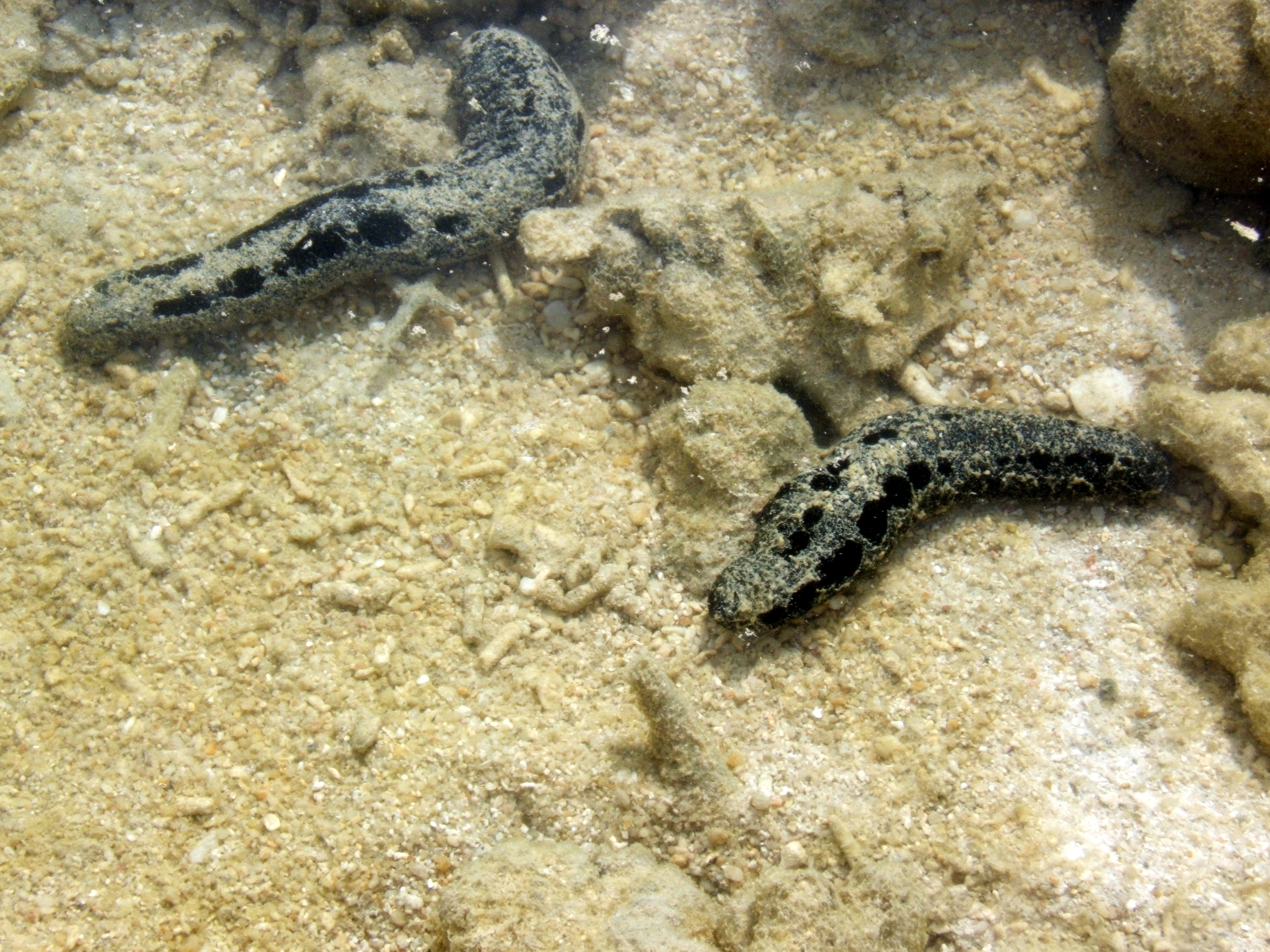
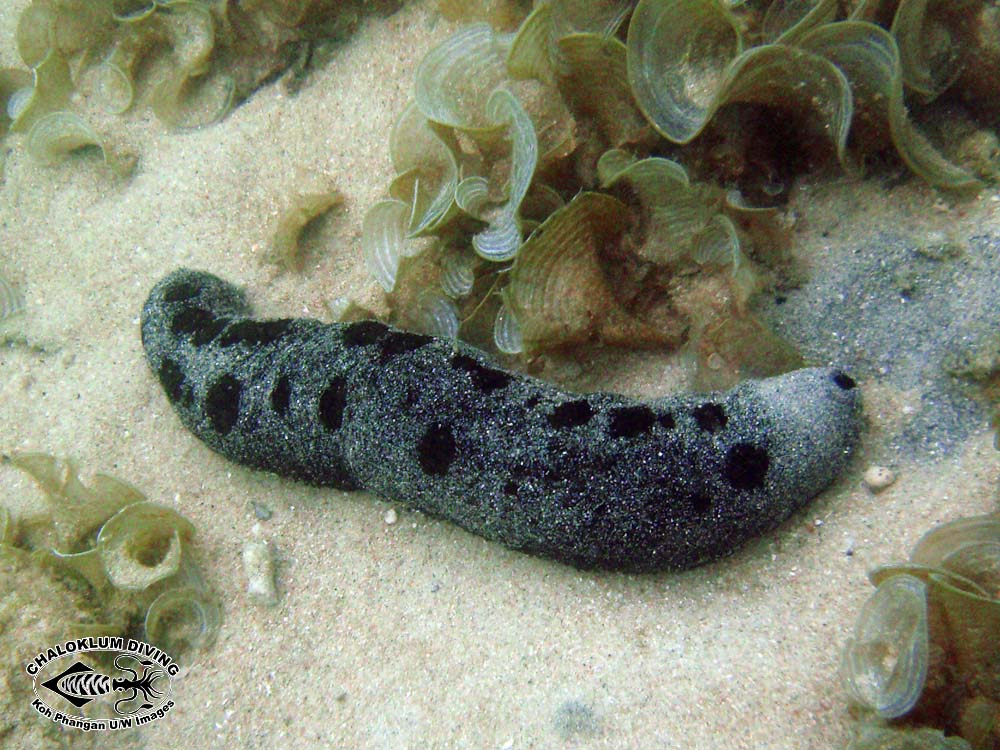
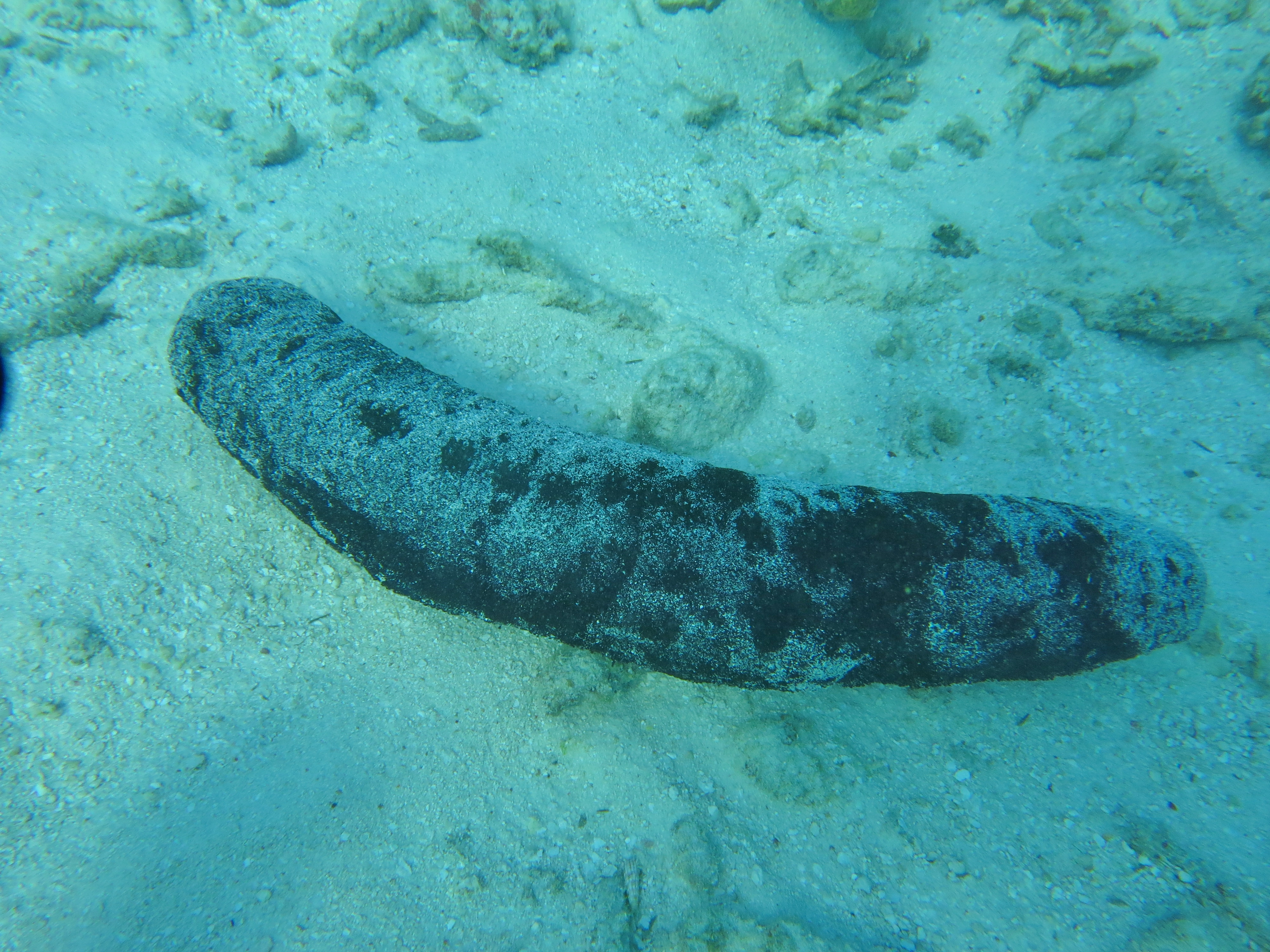
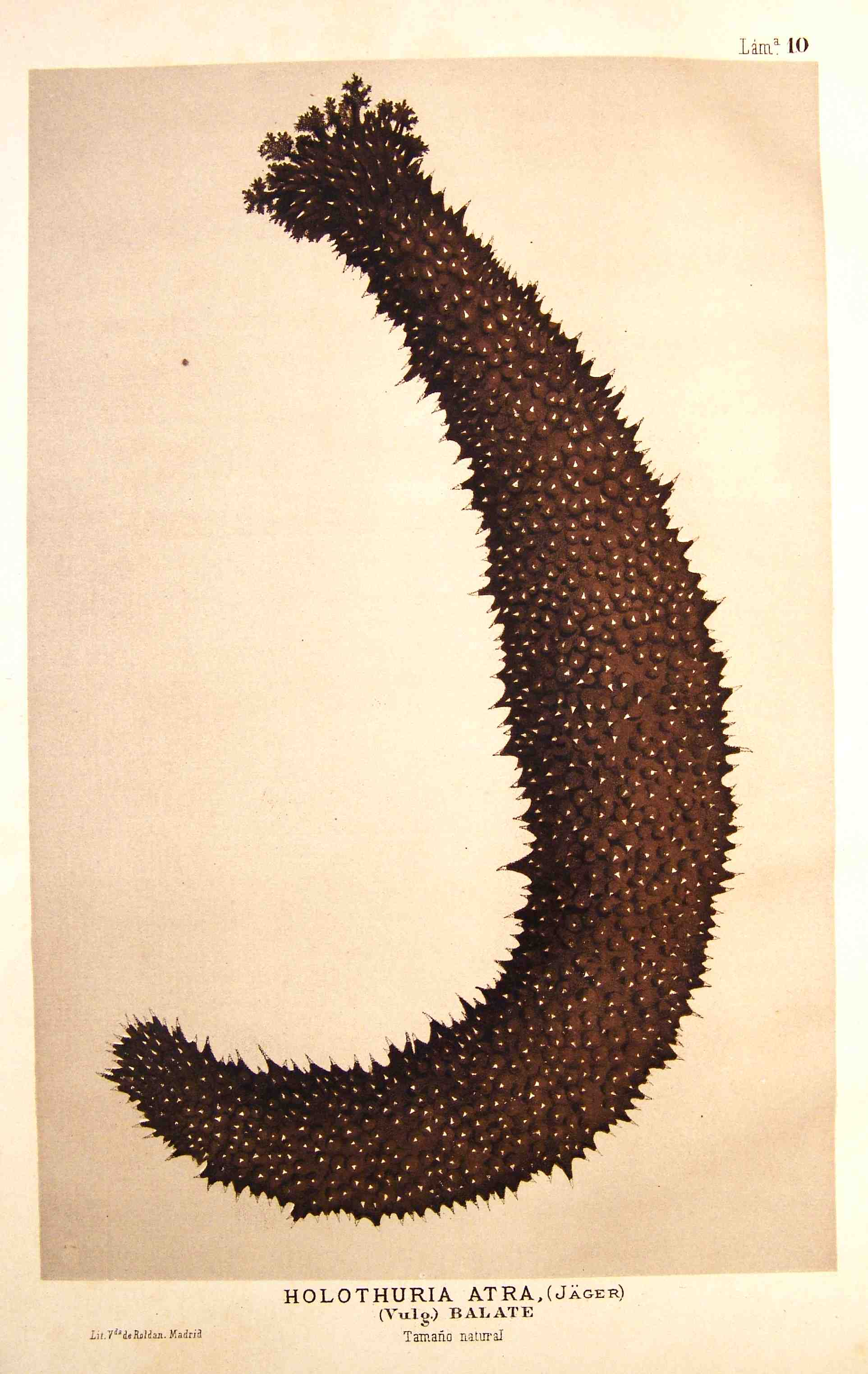
그림
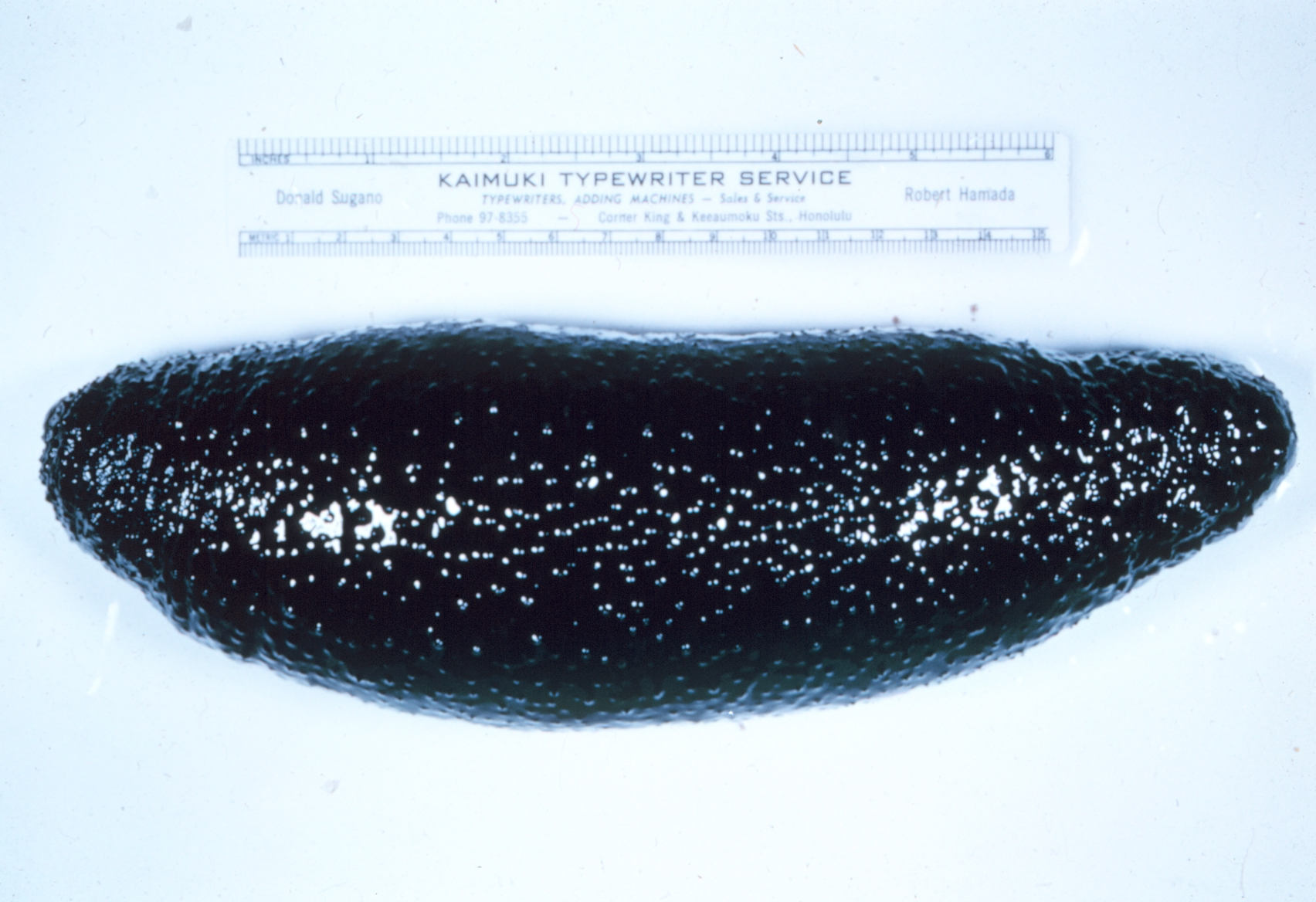